# Coacalco de Berriozábal
Coacalco de Berriozábal est une municipalité de l’État de Mexico au Mexique.

## Personnalités
- Antonietta Böhm (1907-2008), religieuse catholique allemande, est morte à Coacalco de Berriozábal.